# Горан Сарић
Горан Сарић, (Борачко језеро код Коњица, 18. септембра 1964) је генерал-мајор Министарства унутрашњих послова Републике Српске у пензији. Био командант Специјалне јединице Министарства унутрашњих послова Српске Републике Босне и Херцеговине.

## Биографија
Рођен је 1964. године у мјесту Борачко језеро, од оца Саве и мајке Маре. Поред њега родитељи су имали још двоје дјеце. По националности је Србин. Ожењен је и у браку са супругом Босиљком има двоје дјеце. Крсна слава породице је Сабор Светог Јована Крститеља - Јовањдан (20. јануар).
Завршио је: Основну школу "Трећи март" у Коњицу 1979; Средњу школу унутрашњих послова "Мијо Керошевић Гуја" у Сарајеву 1983. и Војну академију Копнене војске - смјер пјешадија у Београду и Сарајеву 1987. Произведен је у чин потпоручника пјешадије 25. јула 1987. године, у току рата унапријеђен је у резервног пуковника Војске Републике Српске наредбом министра одбране Републике Српске и у чин полицијског пуковника 1995. наредбом министра унутрашњих послова Републике Српске. У чин генерал-мајора полиције унапријеђен је 3. априла 1996. године указом предсједника Републике Српске.
Обављао је сљедеће дужности и послове: професор у Средњој школи унутрашњих послова у Сарајеву; помоћник командира у станици милиције Центар Сарајево; замјеник командира у станици милиције Центар Сарајево; замјеник командира у станици милиције Нови Град Сарајево; инспектор у Министарству унутрашњих послова Републике Српске; начелник Службе јавне безбједности Министарства унутрашњих послова Републике Српске; инспектор у Управи полиције у Министарству унутрашњих послова Републике Српске; командант Посебних јединица полиције у Министарству унутрашњих послова Републике Српске; командант Одреда специјалне полиције Министарства унутрашњих послова Републике Српске; командант Специјалне бригаде полиције Министарства унутрашњих послова Републике Српске и предавач на Вишој полицијској школи у Бањој Луци.
Учествовао је у борбеним дејствима током Одбрамбено-отаџбинског рата српског народа у Босни и Херцеговини од 1. априла 1992. до 14. децембра 1995. године на дужностима команданта батаљона полиције, команданта одреда полиције и команданта бригаде полиције на свим ратиштима Републике Српске. У вријеме када је био командант Специјалне бригаде полиције бригада је одликована Орденом Немањића.
Пензионисан је 1. априла 2000. године. Послије пензионисања активан је у раду спортских клубова у Бијељини. Са одбојкашким клубом, као предсједник, освојио два пута Куп и шампионат Републике Српске. Сада се успјешно бави бизнисом.

## Одликовања и признања
- Орден Немањића